# 157599 Verdery
157599 Verdery este o planetă minoră (asteroid), cu un diametru de 2,537 km, din centura de asteroizi. A fost descoperită pe 6 noiembrie 2005 la Mount Lemmon⁠(d) de Mount Lemmon Survey⁠(d). 
Obiectul prezintă o orbită caracterizată de o semiaxă mare de 2,6507739843035 UAi, o excentricitate de 0,14959088265269, o înclinație de 11,729438396682 ° în raport cu ecliptica.